# Los Angeles Clippers
Die Los Angeles Clippers sind eine Basketball-Mannschaft aus der National Basketball Association (NBA). Die Mannschaft ist in Inglewood, Los Angeles County, Kalifornien beheimatet. Dort sind die Clippers im 2024 eröffneten Intuit Dome in Inglewood, Los Angeles County, beheimatet. Von 1970 bis 1978 war das Team als Buffalo Braves bekannt, in der Zeit von 1978 bis 1984 als San Diego Clippers.

## Geschichte

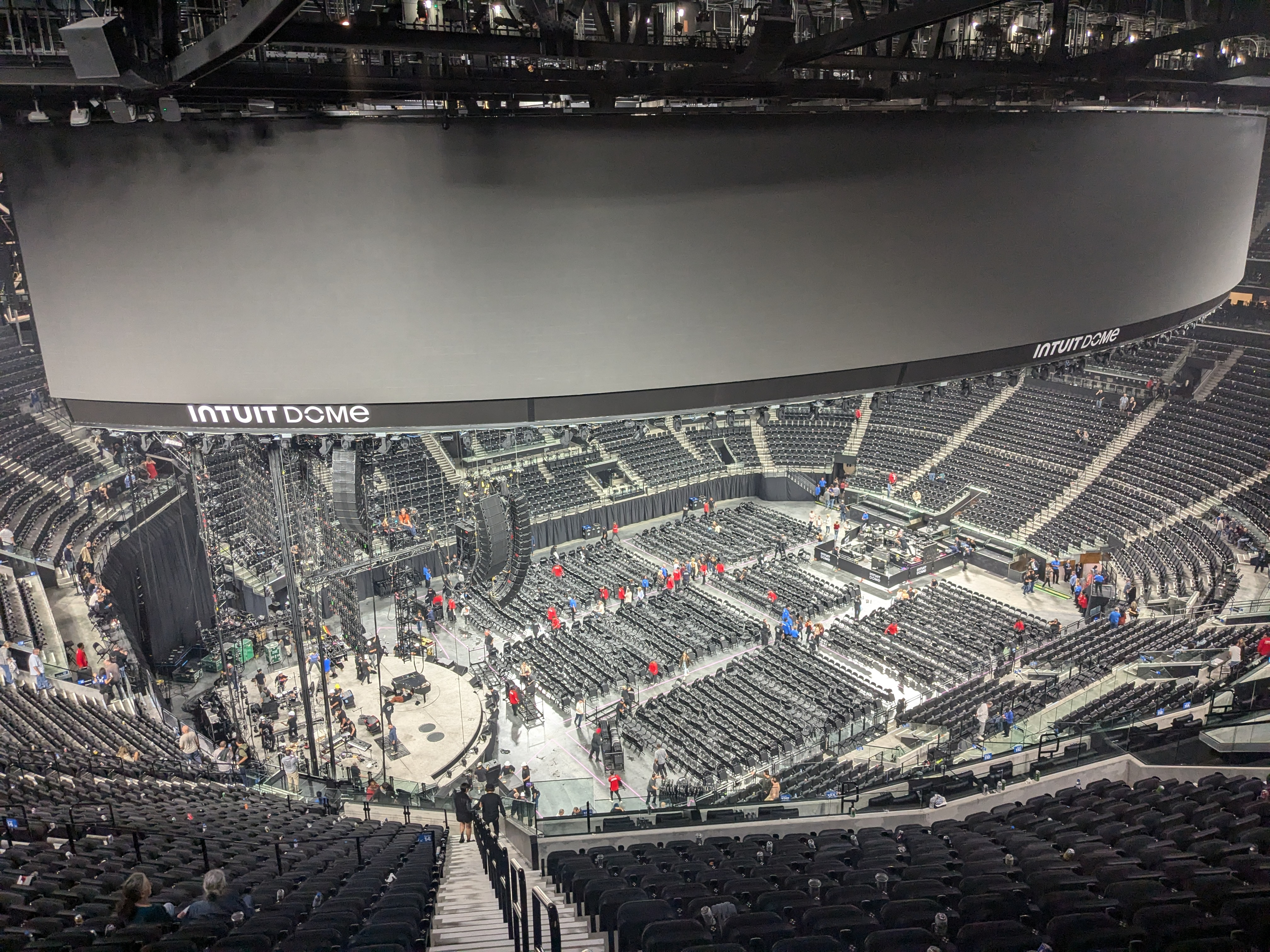
Der neue Intuit Dome

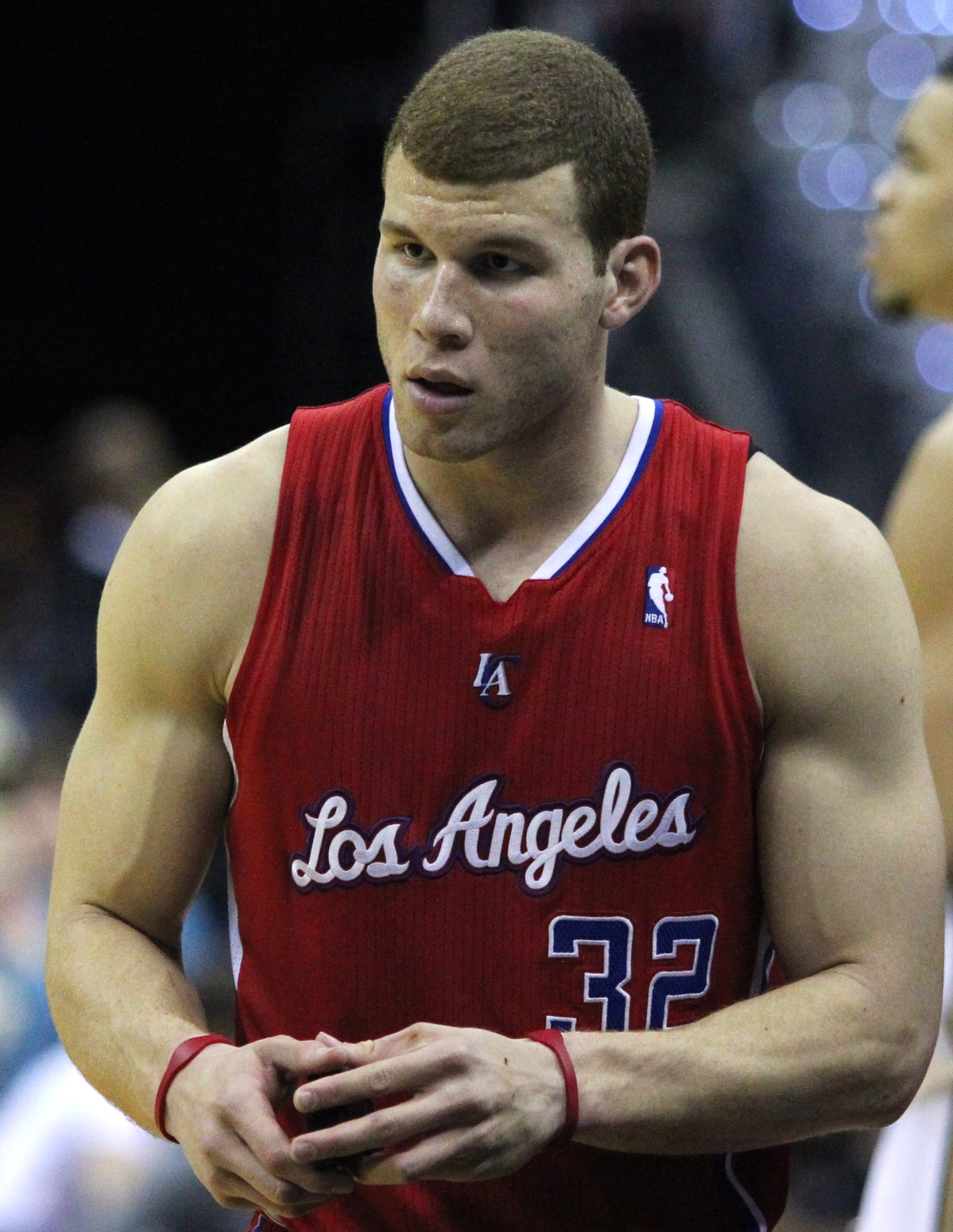
Blake Griffin wurde Rookie des Jahres 2011

All-Star Chris Paul

### 1970 bis 2000: Von Buffalo über San Diego nach Los Angeles
Das 1970 unter dem Namen Buffalo Braves gegründete Franchise war ursprünglich in der Region der Großen Seen, nämlich in Buffalo, New York, beheimatet. Die frühen 70er wurden durch Starspieler Bob McAdoo geprägt, der zwischen 1972 und 1976 für die Braves spielte und 1975 den MVP gewann. Weiterer wichtige Spieler dieser Zeit waren Bob Kauffman und Randy Smith. Auch sportlich lief es gut, so dass man von 1974 bis 1976 in die Playoffs einzog. Nach acht Jahren in Buffalo zog man 1978 schließlich nach San Diego an die Westküste und benannte sich in San Diego Clippers um. In dieser Zeit waren die Clippers jedoch eines der erfolglosesten Teams der Liga.
1981 kaufte Milliardär Donald Sterling für 12 Millionen US-Dollar das Team und siedelte es 1984 weiter nach Los Angeles um, da die Stadt trotz der dort bereits existierenden Lakers einen größeren Markt bot. Nach turbulenten Jahren mit den beiden erwähnten Umzügen spielen die Clippers nun seit 1984 in Los Angeles, trotz zeitweiliger weiterer Umzugspläne nach Anaheim. Die Clippers gehörten unter Sterling zu den schlechteren Teams der Liga, da sich Sterling nicht immer dazu bereit erklärte, junge Talente weiter zu verpflichten. Die 1980er-Jahre waren von Misserfolg geprägt. Talente wie Terry Cummings, Tom Chambers oder Byron Scott wurden schnell abgegeben. Dagegen schlugen Top-Draftpicks wie Benoit Benjamin oder Reggie Williams nie richtig ein. Danny Ferry weigerte sich sogar für die Clippers aufzulaufen. 1988 erhielten die Clippers das erste Auswahlrecht im NBA-Draft und wählten Danny Manning. Mit weiteren jungen Spielern wie Ken Norman, Charles Smith, Loy Vaught und Ron Harper erreichte man 1992 erstmals die Playoffs. Diesen Erfolg konnte man unter dem neuen Trainer Larry Brown 1993 wiederholen.
Ab 1994 übernahm Bill Fitch das Traineramt, unter dem die Clippers das Team umstrukturierten. So wurde All-Star Manning für den alternden Superstar Dominique Wilkins zu den Atlanta Hawks transferiert. Wilkins verließ die Clippers zum Saisonende wieder. Ebenso wechselten Harper und Mark Jackson das Team, womit in Los Angeles der Neuaufbau eingeleitet wurde. Die Playoffs wurden erst wieder 1997 erreicht, jedoch war in der ersten Runde erneut Schluss. Nachdem man das darauffolgende Jahr nur mit 17 Siegen abgeschlossen hatte, wurde Fitch gefeuert und durch Chris Ford ersetzt.
Durch die schwache Saison bedingt, erhielten die Clippers im NBA-Draft 1998 das erste Auswahlrecht. Man wählte den Center Michael Olowokandi, der jedoch nie die Erwartungen erfüllen konnte. Beim NBA-Draft 1999 wählte man Lamar Odom an vierter Stelle aus. Im Jahr 2000 stießen mit Darius Miles, Corey Maggette, Quentin Richardson und Keyon Dooling weitere Talente hinzu, die die Clippers zu einer jungen und attraktiven Mannschaft formten. Der Teamerfolg blieb jedoch zunächst aus.

### 2000 bis 2010: Warten auf den Erfolg
Im NBA-Draft 2001 tauschten die Clippers die Rechte an Tyson Chandler für Forward Elton Brand. Trotz eines hochtalentierten Kerns aus Odom, Brand und Maggette, konnte man die Playoffs nicht erreichen. Die Clippers verstärkten sich 2003 mit dem deutsch-amerikanischen Center Chris Kaman, der beim NBA-Draft an sechster Stelle ausgewählt worden war. Zudem übernahm Mike Dunleavy sr. das junge Team. Erst mit der Verpflichtung des Veteranen Sam Cassell erreichte man in der NBA-Saison 2005/06 die Playoffs. Dort schied man in der zweiten Runde, nach sieben Spielen, gegen die Phoenix Suns aus. Nach einer weiteren Saison, die man mit 40 Siegen abschloss, verschwanden die Clippers danach wieder aus dem Bereich der Playoff-Teams in der Western Conference. Vor allem sorgten viele Verletzungen innerhalb des Kaders dafür, dass selten das komplette Team zur Verfügung stand. Brand und Maggette verließen die Mannschaft 2008. Neuverpflichtungen wie Baron Davis konnten nicht die erhoffte Wende bringen. ImNBA-Draft 2008 wählten die Clippers mit Eric Gordon und DeAndre Jordan wichtige Spieler aus.
Die Saison 2008/09 schlossen die Clippers auf Platz 14 ihrer Conference ab. Im NBA-Draft 2009 sicherten sich die Clippers die Rechte an Blake Griffin, der an erster Stelle ausgewählt wurde. Dieser sollte den Abgang von Zach Randolph kompensieren. Doch Griffin brach sich in der Vorbereitung die Kniescheibe und konnte in der Saison 2009/10 kein Spiel für die Clippers bestreiten.

Das Clippers-Logo von 2010 bis 2015

Im Laufe der Saison 2010/11 trat der langjährige Coach der Clippers Mike Dunleavy sr. von seinem Amt zurück, aufgrund ausbleibender Siege. Einzig Chris Kaman sorgte in der Spielzeit für positive Schlagzeilen und wurde zum NBA All-Star Game eingeladen. Dunleavys Nachfolger zur Spielzeit 2010/11 wurde der ehemalige Trainer der Chicago Bulls, Vinny Del Negro. Unter seiner Führung konnte das Franchise einen deutlichen Schritt in Richtung Playoffs machen. Zwar gelang den Clippers in der Saison 2010/11 nicht der Einzug in die Runde der besten acht Mannschaften der Western Conference, aber während der Saison überzeugte das Team mit engagierten Leistungen und einem überragenden Blake Griffin, der den Titel NBA Rookie of the Year gewann. Im Laufe der Saison nahm man Veränderungen am Kader vor. So wurde Marcus Camby an die Portland Trail Blazers abgegeben, und Point Guard Baron Davis wechselte im Austausch mit Mo Williams zu den Cleveland Cavaliers.

### 2011 bis 2017: Die Paul-und-Griffin-Ära
Im Dezember 2011 verpflichteten die Clippers die ehemaligen All-Stars Chauncey Billups von den New York Knicks und Caron Butler von den Dallas Mavericks. Wenige Tage später wurde der Star-Point Guard Chris Paul im Austausch für Eric Gordon, Chris Kaman, Al-Farouq Aminu sowie einen Draftpick für das Jahr 2012, von den New Orleans Hornets verpflichtet. Die Saison 2011/12 konnten die Clippers auf dem fünften Platz der Western Conference abschließen. In der ersten Runde der Playoffs gewannen die Clippers gegen die Memphis Grizzlies mit 4:3 in Spielen. Im Conference Halbfinale trafen die Clippers auf die San Antonio Spurs, die die Serie mit 4:0 gewannen und die Clippers damit aus den Playoffs warfen.

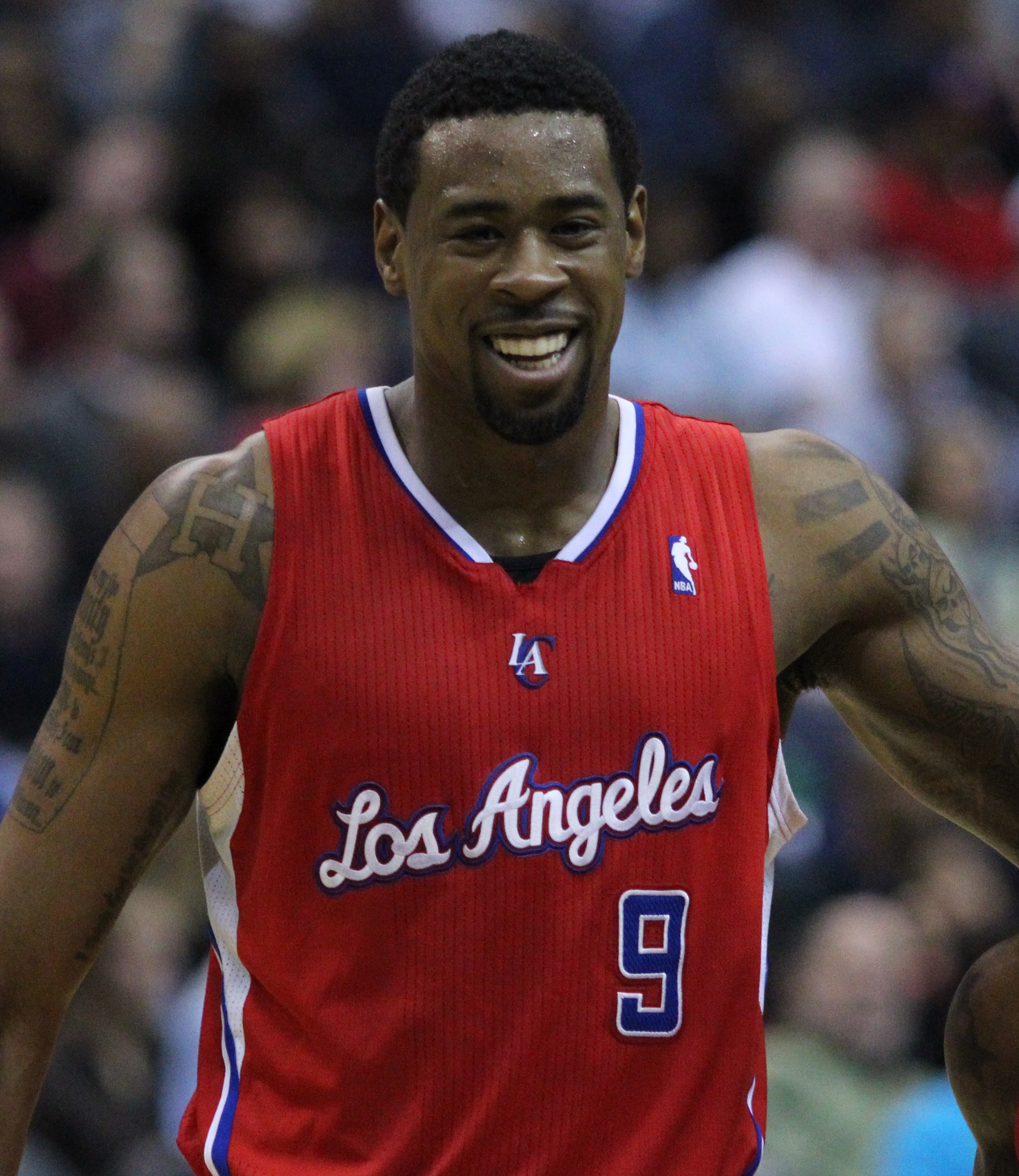
DeAndre Jordan spielte von 2008 bis 2018 für die Clippers

Während der Saison 2012/13 konnten die Clippers erstmals in der Geschichte des Franchise die Pacific Division gewinnen. Mit 17 Siegen in Folge, davon 16 allein im Dezember 2012, stellten sie dabei einen neuen Rekord für das Franchise auf. Mit einer Rekordbilanz von 56 Siegen und als Vierter der Western Conference zogen die Clippers in die Playoffs ein. Wie schon im Vorjahr trafen sie in der ersten Runde auf die Memphis Grizzlies. Gegen die Grizzlies schieden die Clippers schließlich nach sechs Spielen mit 2:4 Siegen aus. Kurz darauf trennten sich die Clippers von Headcoach Vinny Del Negro.
Sein Nachfolger zur Saison 2013/14 wurde der ehemalige Headcoach der Boston Celtics und frühere Spieler der Clippers, Doc Rivers. Auch der Kader wurde weiter ergänzt mit erfahrenen Spielern aus anderen Teams der Liga. So wurden unter anderem Antawn Jamison, Jared Dudley, J. J. Redick und Byron Mullens verpflichtet. Während der Saison verstärkten sich die Clippers mit Danny Granger, Hidayet Türkoğlu und Glen Davis. Am 24. März 2014 machten die Clippers durch einen 106:98-Erfolg über die Milwaukee Bucks ihren 50. Saisonsieg perfekt und konnten damit erstmals in ihrer Geschichte die 50-Siege-Marke in zwei aufeinanderfolgenden Spielzeiten durchbrechen. Mit einer Bilanz von 57 Siegen und 25 Niederlagen stellten die Clippers am Ende der Regular Season zudem einen neuen Franchise-Rekord auf.
Ende April 2014 gerieten die Clippers weltweit in die Schlagzeilen, weil Klubbesitzer Donald Sterling in einem mitgeschnittenen Privattelefonat seine Freundin aufgefordert haben soll, sich bei Spielen nicht mit Dunkelhäutigen zu zeigen und keine Fotos von ihr mit dem Ausnahmespieler Magic Johnson in sozialen Netzwerken zu veröffentlichen. US-Präsident Obama bezeichnete seine Äußerungen als „unglaublich rassistisch beleidigend“. Die Clippers-Spieler trugen aus Protest gegen ihren Vereinschef beim nächsten Playoff-Spiel in Oakland ihre Aufwärmtrikots auf links gedreht, und während der Partie schwarze statt weiße Socken. Darüber hinaus kündigten einige Sponsoren des Vereins, u. a. Mercedes-Benz und Red Bull, ihren Rückzug an. Sterling wurde wenige Tage nach Veröffentlichung des Telefonmitschnitts von der NBA lebenslang gesperrt und zur maximalen Geldstrafe von 2,5 Mio. US-Dollar verurteilt. Zudem drängte ihn die Verbandsführung zu einem Verkauf der Clippers, deren Wert auf etwa eine Milliarde Dollar geschätzt wird. Die 29 weiteren NBA-Klubbesitzer sprachen sich einstimmig dafür aus. Im Mai 2014 übernahm der ehemalige Time-Warner-Chef Richard Dean Parsons interimsweise das Präsidentenamt. Sterling bat später für seine Äußerungen um Entschuldigung.
Seit August 2014 ist für einen Kaufpreis von 2 Milliarden Dollar der ehemalige Microsoft-Chef Steve Ballmer neuer Eigentümer der Los Angeles Clippers, nachdem sowohl der Sterling Family Trust als auch das NBA Board of Governors dem Verkauf zugestimmt haben. Ballmer hatte 2013 bereits versucht, die Sacramento Kings zu erwerben und nach Seattle umzusiedeln, was die anderen Team-Besitzer jedoch ablehnten.
Die Saison 2014/15 schlossen die Clippers mit 56 Siegen ab und erreichten erneut das Conference-Halbfinale, wo man den Houston Rockets nach sieben Spielen unterlag. Zur darauffolgenden Saison 2015/16 verstärkten sich die Clippers mit Lance Stephenson und dem mehrmaligen All-Star Paul Pierce. Die Saison war jedoch vor allem von Verletzungssorgen geplagt. Griffin verpasste mehr als 40 Saisonspiele. In der ersten Playoffrunde verletzten sich dann Chris Paul und erneut Griffin, so dass die favorisierten Clippers gegen die Portland Trail Blazers mit 2:4 ausschieden. Nahezu unverändert ging man dann in die Saison 2016/17 und erkämpfte sich trotz einiger Verletzungsproblemen den vierten Conferencerang. Die darauffolgenden Playoffs verliefen für die Clippers nicht besser als im Vorjahr. Trotz des Heimvorteils in der ersten Runde gegen die Utah Jazz und einer zwischenzeitlichen 2:1-Führung verloren die Clippers die Serie mit 3:4. Griffin fiel erneut einen Teil der Playoffs aus.

### Saison 2017/18 bis 2018/19: Das Ende der Paul-und-Griffin-Ära
Im Sommer 2017 tradeten die Clippers ihren Star und Kapitän Chris Paul zu den Houston Rockets, die im Gegenzug Patrick Beverley, Lou Williams, Sam Dekker, Montrezl Harrell, Darrunn Hillard, DeAndre Liggins, Kyle Wiltjer sowie einen First Round Pick an die Clippers abgaben. Als Hauptgrund für den Wechsel wurden in den Medien zunehmende Unstimmigkeiten zwischen Paul und Headcoach Doc Rivers angeführt.
Nachdem die erste Saisonhälfte von einer Vielzahl an Verletzungen überschattet worden war, tradeten die Clippers am 30. Januar 2018 mit Blake Griffin einen weiteren ehemaligen Eckpfeiler des Teams zu den Detroit Pistons. In einem Trade, der neben Griffin auch Willie Reed involvierte, wechselten im Gegenzug Tobias Harris, Avery Bradley und Boban Marjanović nach Los Angeles. Ebenso erhielten die Clippers den First-Round-Pick der Pistons für den NBA-Draft 2018. Trotz vieler Verletzungssorgen blieben die Clippers auch nach dem Trade im Rennen um einen Playoff-Platz in der Western Conference und verpassten erst 3 Spiele vor Ende der regulären Saison nach einer Niederlage gegen Utah den Einzug in die Postseason trotz einer letztlich positiven Bilanz. In jener Saison (2017/18) stellte Lou Williams mit 518 versuchten Dreipunktwürfen einen neuen Franchiserekord auf und überbot dabei die bisherige Bestmarke von J. J. Redick aus der Vorsaison um 50 Würfe. Zudem konnte DeAndre Jordan mit 15,2 Rebounds pro Spiel den Franchiserekord von Elmore Smith aus der Saison 1971/72 egalisieren. Jordan verließ die Clippers nach dem Ende der Saison nach 750 Spielen (Franchiserekord) mit
aufsummiert 7988 Rebounds (davon 5553 Defensivrebounds und 2435 Offensivrebounds; alle drei Werte Franchiserekord). Somit verloren die Clippers im Sommer 2018 auch den letzten Spieler des ehemaligen Power-Trios um Chris Paul und Blake Griffin. Als Ersatz wurde unter anderem Center Marcin Gortat von den Washington Wizards via Trade verpflichtet. Auch die Guards Lou Williams und Avery Bradley erhielten neue Verträge in Los Angeles. Im Februar wurden Tobias Harris und Avery Bradley dann abgegeben und Marcin Gortat wurde entlassen, sodass der Weg zu einem Neuaufbau um jüngere Spieler wie Shai Gilgeous-Alexander, Montrezl Harrell, Landry Shamet und Ivica Zubac eröffnet wurde.

### Saison 2019/20 und 2020/21: Meisterschaftskandidat mit Leonard und George

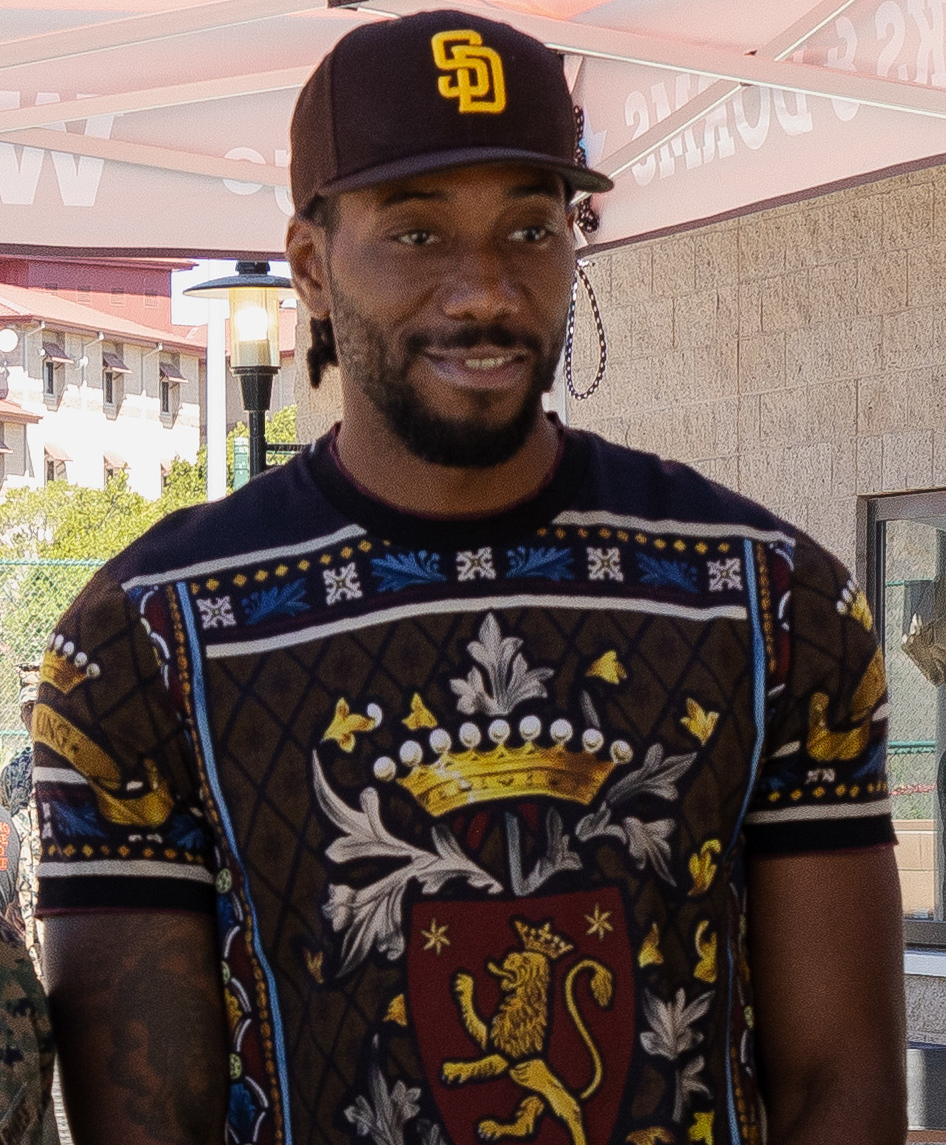
Kawhi Leonard

Im Vorfeld der Saison 2019/20 wurde bekannt, dass das Franchise plant, eine neue Sportstätte zu bauen. Derzeit spielt das Team gemeinsam mit dem Stadtrivalen Los Angeles Lakers im Staples Center; der Vertrag mit dieser Halle wurde jedoch nur bis zum Ende der Saison 2023/24 geschlossen. Daher wurden im Juli 2019 Pläne vorgestellt, in der nahegelegenen Stadt Inglewood im Los Angeles County, Bundesstaat Kalifornien, auf dem gleichen Gelände wie das SoFi Stadium der ortsansässigen Football-Teams Los Angeles Rams und Los Angeles Chargers (beide aus der NFL), eine Basketballarena zu bauen, die 18.500 Zuschauer fassen kann. Mit den Bauarbeiten soll im Jahre 2021 begonnen werden, eine Fertigstellung ist für den Herbst 2024 geplant. Der Eigentümer der New York Knicks, James Dolan, protestierte danach öffentlich gegen einen solchen Bau, da er Eigentümer einer Arena („The Forum“) ganz in der Nähe des angedachten Bauortes ist.
Die Mannschaft der Clippers erfuhr in der Vorbereitung auf die Saison einige Änderungen. So konnte der Finals-MVP der Vorsaison, Kawhi Leonard, der zum Free-Agent geworden war, unter Vertrag genommen werden. Dieser hatte die Toronto Raptors wenige Monate zuvor zum Meistertitel geführt. Außerdem konnten die Clippers einen Trade mit den Oklahoma City Thunder realisieren. Im Tausch für Danilo Gallinari, Shai Gilgeous-Alexander sowie mehrere Draft-Picks wechselte der mehrfache Allstar Paul George nach LA. Mit Leonard und George hatten die Clippers somit zwei der besten Two-Way-Player (Spieler, die gleichermaßen hervorragende Offensiv- und Defensivfähigkeiten besitzen) der NBA verpflichtet. Im Laufe der Saison konnte zudem noch kurz vor der Trading-Deadline am 6. Februar Marcus Morris verpflichtet werden. Dafür wurden Moe Harkless und Jerome Robinson abgegeben. Durch einen Buy-out der Detroit Pistons ergab sich zudem die Möglichkeit, nach der Trading-Deadline noch den Guard Reggie Jackson zu verpflichten. Gemeinsam mit dem Stadtrivalen LA Lakers und den Milwaukee Bucks um Giannis Antetokounmpo avancierten die Clippers mit diesem Roster zu den Meisterschaftskandidaten jener Saison.
In den Playoffs unterlagen sie in Runde 2 allerdings trotz 3:1-Führung den Denver Nuggets am Ende mit 3:4 Siegen.
Nach einer durchwachsenen regulären Saison 2020/21 erreichten die Clippers den vierten Platz. In der ersten Runde der Playoffs gewannen sie in einer umkämpften Serie mit 4:3 gegen die Dallas Mavericks, nachdem sie zunächst mit 0:2 und dann mit 2:3 zurückgelegen hatten. Im Conference-Halbfinale besiegten sie die Utah Jazz, das stärkste Team der regulären Saison, nach 0:2-Rückstand mit vier Siegen in Folge mit 4:2 und zogen zum ersten Mal in der Geschichte des Franchise in die Conference Finals ein. Außerdem wurden die Clippers hierdurch zum ersten Team der NBA-Geschichte, das in zwei Playoff-Serien innerhalb einer Saison 0:2-Rückstände erfolgreich aufholen und sich durchsetzen konnten. In den Conference Finals unterlagen sie den Phoenix Suns mit 2:4. Dabei hatten die Clippers den verletzungsbedingten Ausfall von Leonard zu verkraften, der in keinem Spiel der Serie auf dem Court stand.

## Aktueller Kader
| Nr. | Nat.               | Name                | Position       | Geburt     | Größe  | Info | College                  |
| --- | ------------------ | ------------------- | -------------- | ---------- | ------ | ---- | ------------------------ |
| 1   | Vereinigte Staaten | James Harden        | Guard          | 26.08.1989 | 196 cm |      | Arizona State University |
| 2   | Vereinigte Staaten | Kawhi Leonard       | Forward        | 29.06.1991 | 201 cm |      | San Diego State          |
| 5   | Vereinigte Staaten | Seth Lundy          | Forward        | 02.04.2000 | 193 cm | G    | Penn State               |
| 7   | Vereinigte Staaten | Amir Coffey         | Guard/Forward  | 17.07.1997 | 203 cm |      | Minnesota                |
| 8   | Vereinigte Staaten | Kris Dunn           | Guard          | 18.03.1994 | 191 cm |      | Providence               |
| 9   | Vereinigte Staaten | Trentyn Flowers     | Guard/Forward  | 08.03.2005 | 206 cm | R G  | Combine Academy (NC)     |
| 10  | Serbien            | Bogdan Bogdanović   | Guard          | 18.08.1992 | 196 cm |      | Serbien                  |
| 11  | Vereinigte Staaten | Jordan Miller       | Forward        | 23.01.2000 | 201 cm |      | Miami                    |
| 12  | Vereinigte Staaten | Cam Christie        | Guard          | 24.07.2005 | 198 cm | R    | Minnesota                |
| 15  | Vereinigte Staaten | Drew Eubanks        | Forward/Center | 01.02.1997 | 208 cm |      | Oregon State             |
| 21  | Vereinigte Staaten | Kobe Brown          | Guard/Forward  | 01.01.2000 | 203 cm |      | Missouri                 |
| 23  | Vereinigte Staaten | Patrick Baldwin Jr. | Forward        | 18.11.2002 | 206 cm | G    | Milwaukee                |
| 24  | Vereinigte Staaten | Norman Powell       | Guard          | 25.05.1993 | 193 cm |      | Duke                     |
| 25  | Australien         | Ben Simmons         | Guard/Forward  | 20.07.1996 | 208 cm |      | LSU                      |
| 33  | Australien         | Nicolas Batum       | Forward        | 14.12.1988 | 203 cm |      | Frankreich               |
| 40  | Kroatien           | Ivica Zubac         | Center         | 18.03.1997 | 216 cm |      | Kroatien                 |
| 55  | Vereinigte Staaten | Derrick Jones Jr.   | Forward        | 15.02.1997 | 198 cm |      | UNLV                     |
| 88  | Australien         | Patty Mills         | Guard          | 11.08.9188 | 188 cm |      | Saint Mary’s             |

| Nat.               | Name               | Position                     |
| ------------------ | ------------------ | ---------------------------- |
| Vereinigte Staaten | Tyronn Lue         | Head Coach                   |
| Vereinigte Staaten | Dan Craig          | Stellvertretender Head Coach |
| Vereinigte Staaten | Jeremy Castleberry | Assistenzcoach               |
| Vereinigte Staaten | Larry Drew         | Assistenzcoach               |
| Vereinigte Staaten | Shaun Fein         | Assistenzcoach               |
| Vereinigte Staaten | Jay Larranga       | Assistenzcoach               |
| Vereinigte Staaten | Brendan O’Connor   | Assistenzcoach               |
| Vereinigte Staaten | Brian Shaw         | Assistenzcoach               |
| Vereinigte Staaten | Dahntay Jones      | Assistenzcoach               |
| Vereinigte Staaten | Todd Wright        | Assistenzcoach               |

| Abk. | Bedeutung                       |
| ---- | ------------------------------- |
| Nr.  | Trikotnummer                    |
| Nat. | Nationalität                    |
| C    | Mannschaftskapitän              |
| R    | Rookie                          |
| G    | Two-way contract                |
|      | Verletzungsbedingte Inaktivität |

## Ehrungen und nennenswerte Leistungen

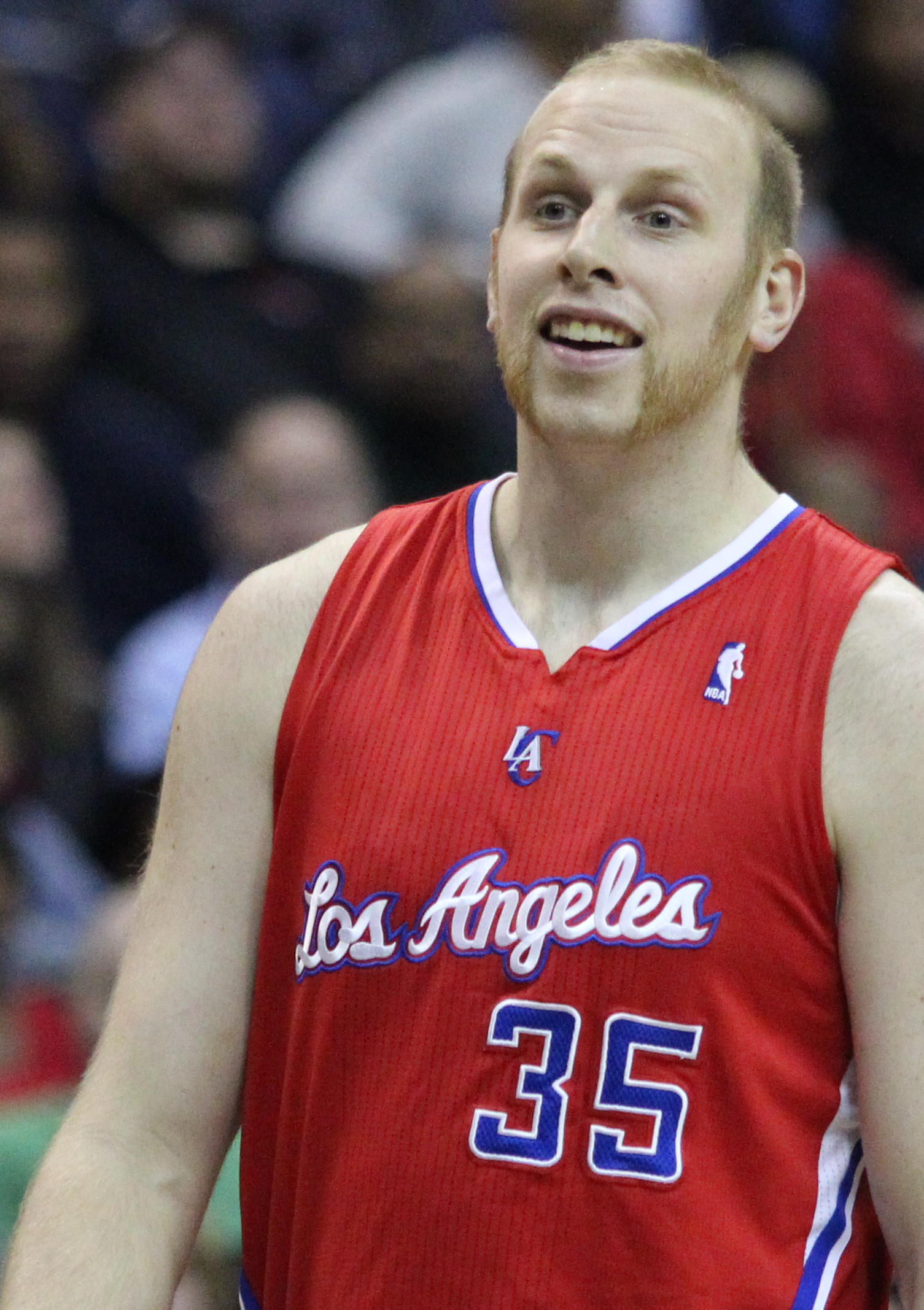
Chris Kaman
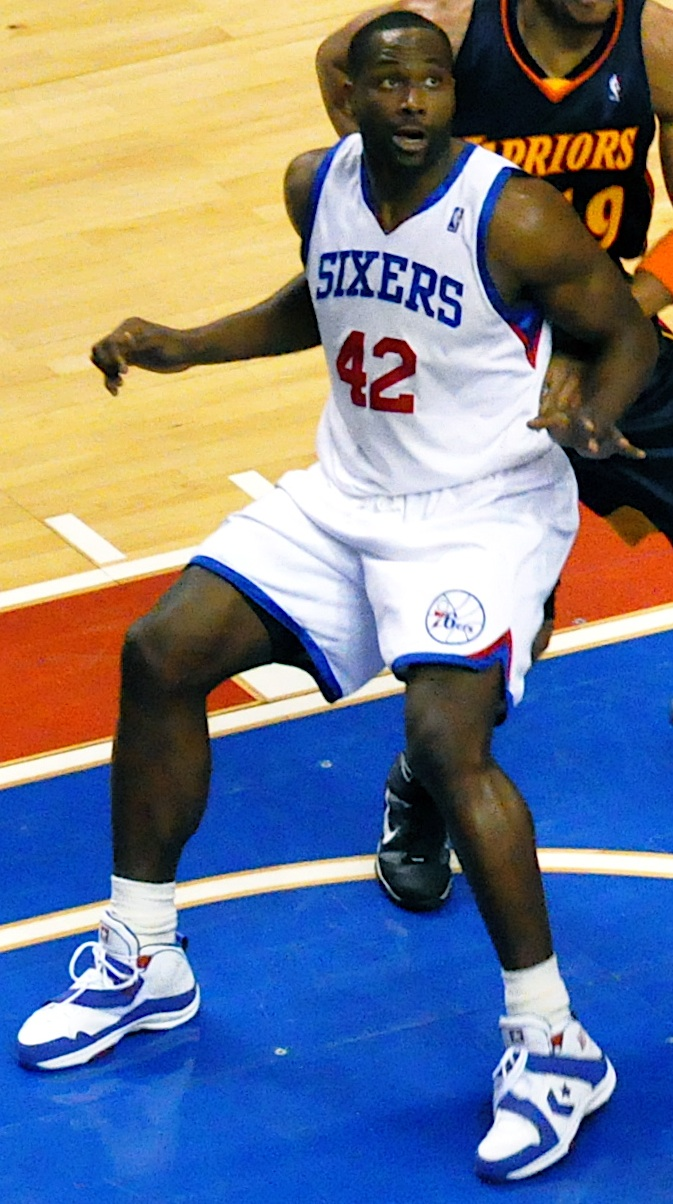
Elton Brand
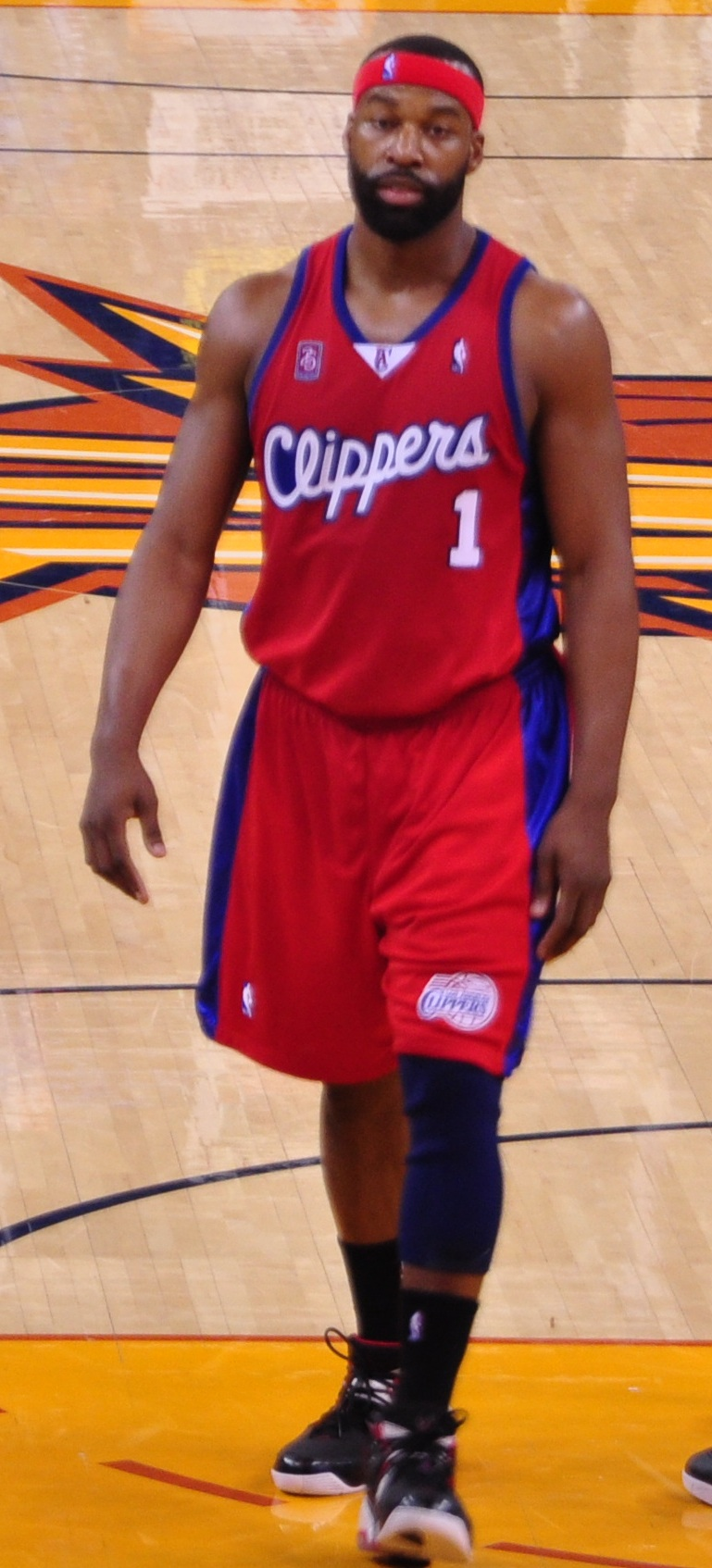
Baron Davis
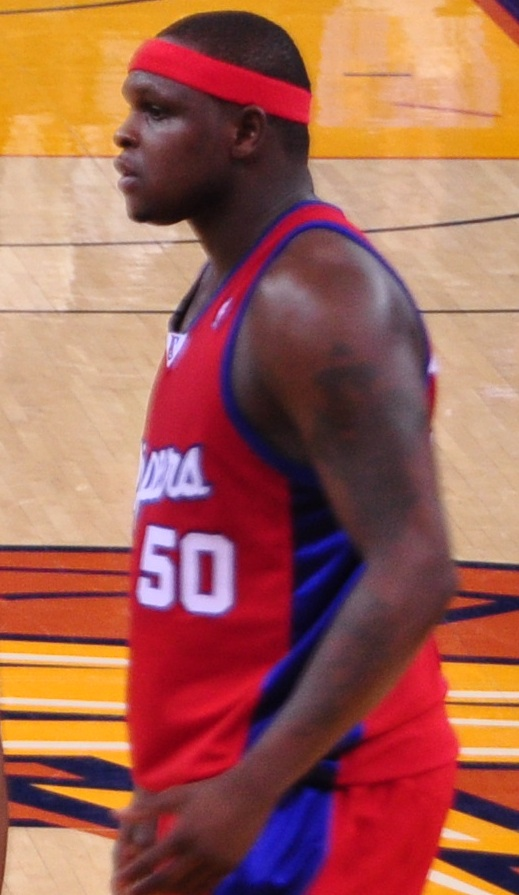
Zach Randolph
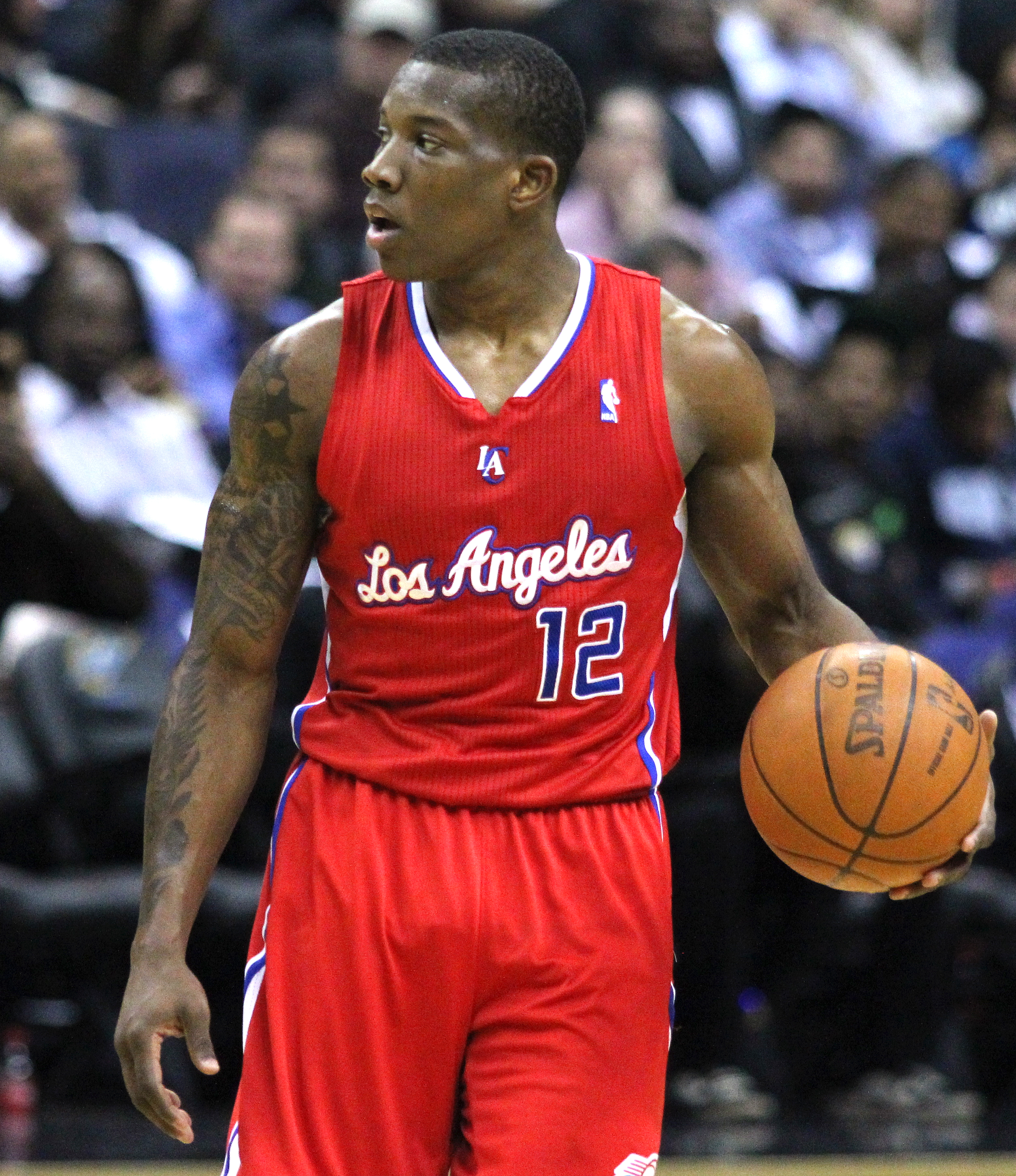
Eric Bledsoe
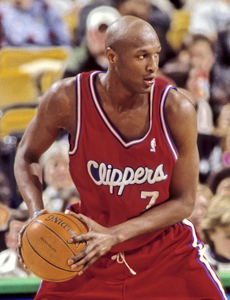
Lamar Odom
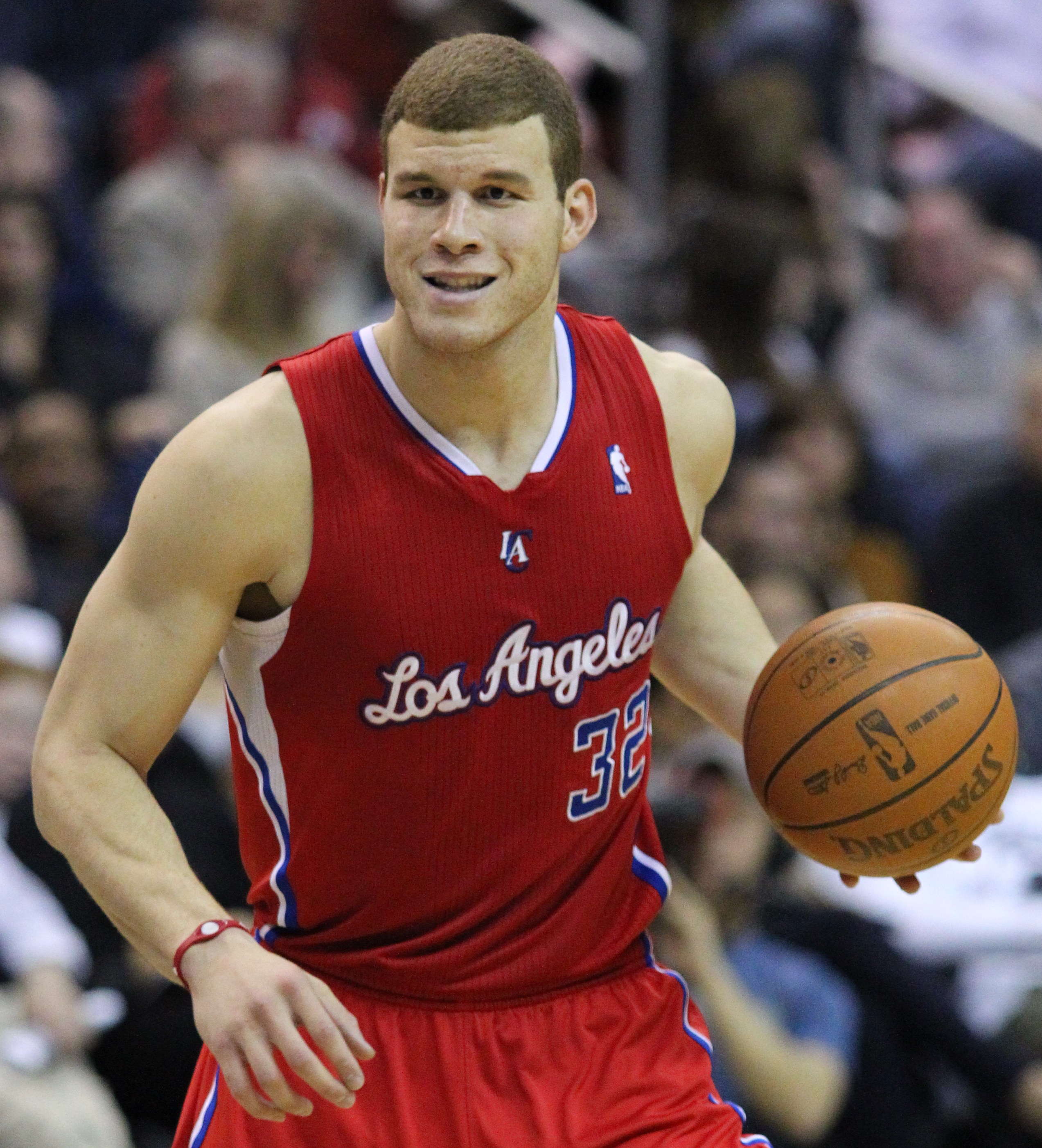
Blake Griffin
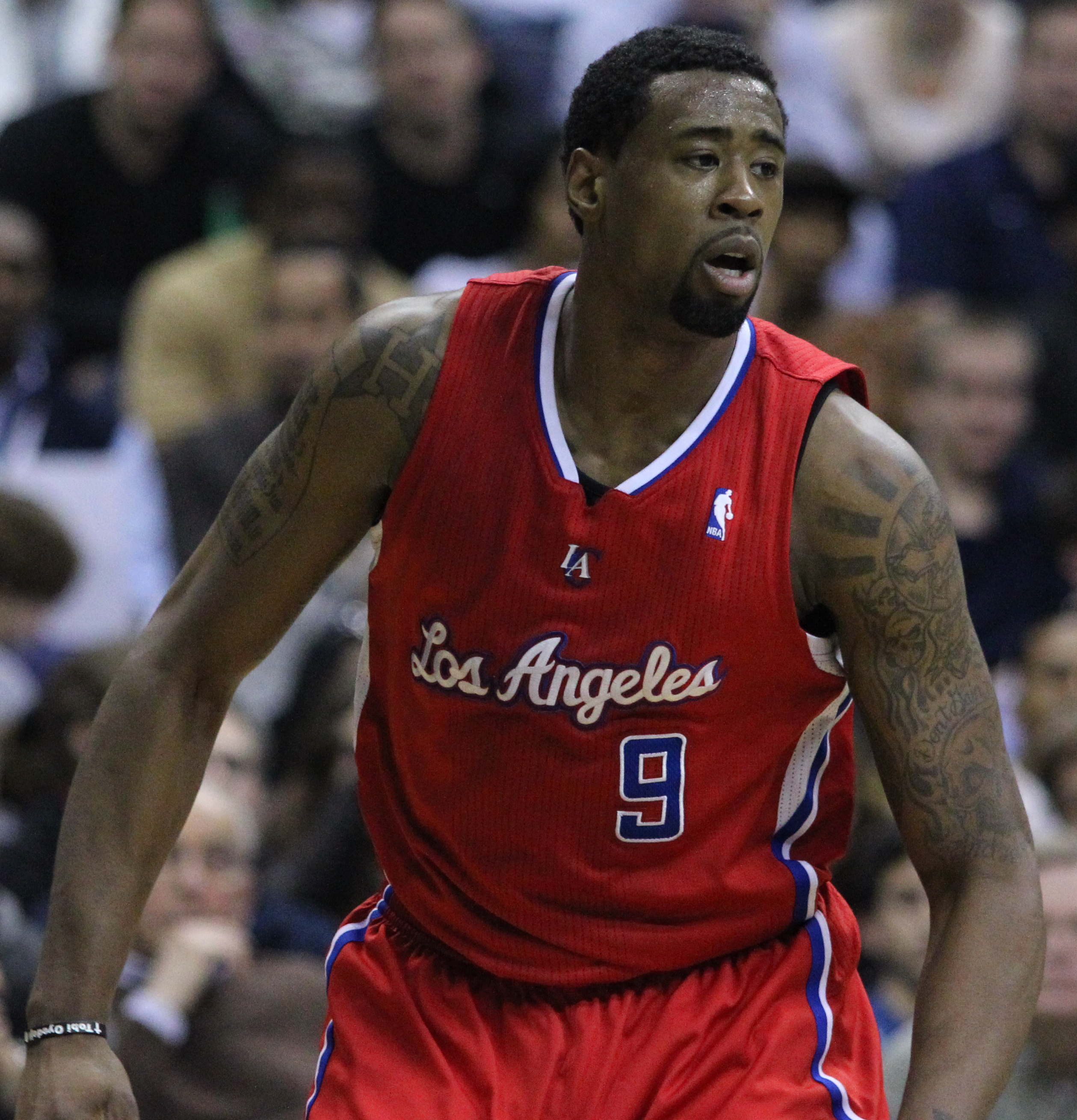
DeAndre Jordan

| Ehemalige Logos |
| --------------- |
| 1984–2010       |
| 1982–1984       |
| 1978–1982       |
| 1971–1978       |
| 1970/71         |

| Nat.               | Name              | Position                                                              | Zeit              |
| ------------------ | ----------------- | --------------------------------------------------------------------- | ----------------- |
| Vereinigte Staaten | Adrian Dantley    | Forward bei den Buffalo Braves                                        | 1976/77           |
| Vereinigte Staaten | Bob McAdoo        | Center bei den Buffalo Braves                                         | 1973–1977         |
| Vereinigte Staaten | Bill Walton       | Center bei den San Diego Clippers Center bei den Los Angeles Clippers | 1979–1984 1984/85 |
| Vereinigte Staaten | Dominique Wilkins | Forward bei den Los Angeles Clippers                                  | 1993/94           |
| Vereinigte Staaten | Moses Malone      | Center der Buffalo Braves                                             | 1976              |
| Vereinigte Staaten | Jamaal Wilkes     | Forward der Los Angeles Clippers                                      | 1985              |
| Vereinigte Staaten | Jack Ramsay       | Trainer der Buffalo Braves                                            | 1973–1976         |
| Vereinigte Staaten | Elgin Baylor      | General Manager der Los Angeles Clippers                              | 1986–2008         |

| Name               | aktueller Verein  |
| ------------------ | ----------------- |
| Chauncey Billups   | Karriere beendet  |
| Grant Hill         | Karriere beendet  |
| Brent Barry        | Karriere beendet  |
| Elton Brand        | Karriere beendet  |
| Baron Davis        | Karriere beendet  |
| Tim Thomas         | Karriere beendet  |
| Sam Cassell        | Karriere beendet  |
| Tom Chambers       | Karriere beendet  |
| Terry Cummings     | Karriere beendet  |
| World B. Free      | Karriere beendet  |
| Blake Griffin      | Karriere beendet  |
| Chris Paul         | San Antonio Spurs |
| DeAndre Jordan     | Denver Nuggets    |
| Ron Harper         | Karriere beendet  |
| Mark Jackson       | Karriere beendet  |
| Marko Jarić        | Karriere beendet  |
| Marques Johnson    | Karriere beendet  |
| Chris Kaman        | Karriere beendet  |
| Danny Manning      | Karriere beendet  |
| Corey Maggette     | Karriere beendet  |
| Darius Miles       | Karriere beendet  |
| Andre Miller       | Karriere beendet  |
| Cuttino Mobley     | Karriere beendet  |
| Lamar Odom         | Karriere beendet  |
| Michael Olowokandi | Karriere beendet  |
| Quentin Richardson | Karriere beendet  |
| Zach Randolph      | Karriere beendet  |
| Eric Bledsoe       | Shanghai Sharks   |
| Randy Smith        | † 2009            |

- Chris Kaman
- Elton Brand
- Baron Davis
- Zach Randolph
- Eric Bledsoe
- Lamar Odom
- Blake Griffin
- DeAndre Jordan

## Spielstätten
- Buffalo Memorial Auditorium (1970–1978)
- Maple Leaf Gardens (1971–1975, einzelne Spiele)
- San Diego Sports Arena (1978–1984)
- Los Angeles Memorial Sports Arena (1984–1999)
- Arrowhead Pond of Anaheim (1994–1999, einzelne Spiele)
- Crypto.com Arena (1999–2024)
- Intuit Dome (seit 2024)

## Statistiken
| Jahr                 | Siege:Niederlagen | Siege [%]      | Play-offs                                                                |                |                |                |                |                |                |                |
| Buffalo Braves       | Buffalo Braves    | Buffalo Braves | Buffalo Braves                                                           | Buffalo Braves | Buffalo Braves | Buffalo Braves | Buffalo Braves | Buffalo Braves | Buffalo Braves | Buffalo Braves |
| -------------------- | ----------------- | -------------- | ------------------------------------------------------------------------ | -------------- | -------------- | -------------- | -------------- | -------------- | -------------- | -------------- |
| 1970/71              | 22:60             | 26,8           | Nicht für die Play-offs qualifiziert                                     |                |                |                |                |                |                |                |
| 1971/72              | 22:60             | 26,8           | Nicht für die Play-offs qualifiziert                                     |                |                |                |                |                |                |                |
| 1972/73              | 21:61             | 25,6           | Nicht für die Play-offs qualifiziert                                     |                |                |                |                |                |                |                |
| 1973/74              | 42:40             | 51,2           | 2:4 in den Eastern Conference-Halbfinals gegen die Boston Celtics        |                |                |                |                |                |                |                |
| 1974/75              | 49:33             | 59,8           | 3:4 in der ersten Runde gegen die Washington Bullets                     |                |                |                |                |                |                |                |
| 1975/76              | 46:36             | 56,1           | 2:4 in den Eastern Conference-Halbfinals gegen die Boston Celtics        |                |                |                |                |                |                |                |
| 1976/77              | 30:52             | 36,6           | Nicht für die Play-offs qualifiziert                                     |                |                |                |                |                |                |                |
| 1977/78              | 27:55             | 32,9           | Nicht für die Play-offs qualifiziert                                     |                |                |                |                |                |                |                |
| San Diego Clippers   |                   |                |                                                                          |                |                |                |                |                |                |                |
| 1978/79              | 43:39             | 52,4           | Nicht für die Play-offs qualifiziert                                     |                |                |                |                |                |                |                |
| 1979/80              | 35:47             | 42,7           | Nicht für die Play-offs qualifiziert                                     |                |                |                |                |                |                |                |
| 1980/81              | 36:46             | 43,9           | Nicht für die Play-offs qualifiziert                                     |                |                |                |                |                |                |                |
| 1981/82              | 17:65             | 20,7           | Nicht für die Play-offs qualifiziert                                     |                |                |                |                |                |                |                |
| 1982/83              | 25:57             | 30,5           | Nicht für die Play-offs qualifiziert                                     |                |                |                |                |                |                |                |
| 1983/84              | 30:52             | 36,6           | Nicht für die Play-offs qualifiziert                                     |                |                |                |                |                |                |                |
| Los Angeles Clippers |                   |                |                                                                          |                |                |                |                |                |                |                |
| 1984/85              | 31:51             | 37,8           | Nicht für die Play-offs qualifiziert                                     |                |                |                |                |                |                |                |
| 1985/86              | 32:50             | 39,0           | Nicht für die Play-offs qualifiziert                                     |                |                |                |                |                |                |                |
| 1986/87              | 12:70             | 14,6           | Nicht für die Play-offs qualifiziert                                     |                |                |                |                |                |                |                |
| 1987/88              | 17:65             | 20,7           | Nicht für die Play-offs qualifiziert                                     |                |                |                |                |                |                |                |
| 1988/89              | 21:61             | 25,6           | Nicht für die Play-offs qualifiziert                                     |                |                |                |                |                |                |                |
| 1989/90              | 30:52             | 36,6           | Nicht für die Play-offs qualifiziert                                     |                |                |                |                |                |                |                |
| 1990/91              | 31:51             | 37,8           | Nicht für die Play-offs qualifiziert                                     |                |                |                |                |                |                |                |
| 1991/92              | 45:37             | 54,9           | 2:3 in der ersten Runde gegen den Utah Jazz                              |                |                |                |                |                |                |                |
| 1992/93              | 41:41             | 50,0           | 2:3 in der ersten Runde gegen die Houston Rockets                        |                |                |                |                |                |                |                |
| 1993/94              | 27:55             | 32,9           | Nicht für die Play-offs qualifiziert                                     |                |                |                |                |                |                |                |
| 1994/95              | 17:65             | 20,7           | Nicht für die Play-offs qualifiziert                                     |                |                |                |                |                |                |                |
| 1995/96              | 29:53             | 35,4           | Nicht für die Play-offs qualifiziert                                     |                |                |                |                |                |                |                |
| 1996/97              | 36:46             | 43,9           | 0:3 in der ersten Runde gegen den Utah Jazz                              |                |                |                |                |                |                |                |
| 1997/98              | 17:65             | 20,7           | Nicht für die Play-offs qualifiziert                                     |                |                |                |                |                |                |                |
| 1998/99              | 9:41              | 18,0           | Nicht für die Play-offs qualifiziert                                     |                |                |                |                |                |                |                |
| 1999/00              | 15:67             | 18,3           | Nicht für die Play-offs qualifiziert                                     |                |                |                |                |                |                |                |
| 2000/01              | 31:51             | 37,8           | Nicht für die Play-offs qualifiziert                                     |                |                |                |                |                |                |                |
| 2001/02              | 39:43             | 47,6           | Nicht für die Play-offs qualifiziert                                     |                |                |                |                |                |                |                |
| 2002/03              | 27:55             | 32,9           | Nicht für die Play-offs qualifiziert                                     |                |                |                |                |                |                |                |
| 2003/04              | 28:54             | 34,1           | Nicht für die Play-offs qualifiziert                                     |                |                |                |                |                |                |                |
| 2004/05              | 37:45             | 45,1           | Nicht für die Play-offs qualifiziert                                     |                |                |                |                |                |                |                |
| 2005/06              | 47:35             | 57,3           | 3:4 in den Western Conference-Halbfinals gegen die Phoenix Suns          |                |                |                |                |                |                |                |
| 2006/07              | 40:42             | 48,8           | Nicht für die Play-offs qualifiziert                                     |                |                |                |                |                |                |                |
| 2007/08              | 23:59             | 28,0           | Nicht für die Play-offs qualifiziert                                     |                |                |                |                |                |                |                |
| 2008/09              | 19:63             | 23,2           | Nicht für die Play-offs qualifiziert                                     |                |                |                |                |                |                |                |
| 2009/10              | 29:53             | 35,4           | Nicht für die Play-offs qualifiziert                                     |                |                |                |                |                |                |                |
| 2010/11              | 32:50             | 39,0           | Nicht für die Play-offs qualifiziert                                     |                |                |                |                |                |                |                |
| 2011/12              | 40:26             | 60,6           | 0:4 in den Western Conference-Halbfinals gegen die San Antonio Spurs     |                |                |                |                |                |                |                |
| 2012/13              | 56:26             | 68,3           | 2:4 in der ersten Runde gegen die Memphis Grizzlies                      |                |                |                |                |                |                |                |
| 2013/14              | 57:25             | 69,5           | 2:4 in den Western Conference-Halbfinals gegen den Oklahoma City Thunder |                |                |                |                |                |                |                |
| 2014/15              | 56:26             | 68,3           | 3:4 in den Western Conference-Halbfinals gegen die Houston Rockets       |                |                |                |                |                |                |                |
| 2015/16              | 53:29             | 64,6           | 2:4 in der ersten Runde gegen die Portland Trail Blazers                 |                |                |                |                |                |                |                |
| 2016/17              | 51:31             | 62,2           | 3:4 in der ersten Runde gegen den Utah Jazz                              |                |                |                |                |                |                |                |
| 2017/18              | 42:40             | 51,2           | Nicht für die Play-offs qualifiziert                                     |                |                |                |                |                |                |                |
| 2018/19              | 48:34             | 58,5           | 2:4 in der ersten Runde gegen die Golden State Warriors                  |                |                |                |                |                |                |                |
| 2019/20              | 49:23             | 68,1           | 3:4 in den Western Conference-Halbfinals gegen die Denver Nuggets        |                |                |                |                |                |                |                |
| 2020/21              | 47:25             | 65,3           | 2:4 in den Western Conference-Finals gegen die Phoenix Suns              |                |                |                |                |                |                |                |
| 2021/22              | 42:40             | 51,2           | Nicht für die Play-offs qualifiziert in den Play-ins                     |                |                |                |                |                |                |                |
| 2022/23              | 44:38             | 53,7           | 1:4 in der ersten Runde gegen die Phoenix Suns                           |                |                |                |                |                |                |                |
| 2023/24              | 51:31             | 62,2           | 2:4 in der ersten Runde gegen die Dallas Mavericks                       |                |                |                |                |                |                |                |
| 2024/25              | 50:32             | 61,0           | 3:4 in der ersten Runde gegen die Denver Nuggets                         |                |                |                |                |                |                |                |
| Gesamt               | 1843:2517         | 42,6           | 69:91 in den Playoffs (43,1 %) Stand: Mai 2025                           |                |                |                |                |                |                |                |